# Battaglia di Kafir Qala
La battaglia di Kafir Qala fu combattuta nel giugno 1818 tra la Persia della dinastia Qajar e l'Impero Durrani afghano. 
I persiani avevano conquistato Herat nel 1816, ma furono costretti ad abbandonarla a causa dell'intensa guerriglia afghana nei territori circostanti la città. Nel 1818 lo scià di Persia Fath-Ali Shah Qajar inviò il figlio Mohammad Ali Mirza, noto come Dowlatshah, a riconquistare Herat. L'esercito persiano, partito dal Khorasan, incontrò quello afghano poco dopo aver attraversato il confine afghano, nella città di Kafir Qala, l'attuale Islam Qala.

## La battaglia
Anche se non vi è certezza sul numero degli effettivi dei due eserciti, tutte le fonti concordano sul fatto che le forze Durrani fossero oltre il doppio di quelle Qajar.
Lo schieramento afghano vedeva al centro Fateh Khan. Sulla destra erano schierati Sherdil Khan, con le sue forze tribali sistani, firozkohi e jamshidi, e Banyad Khan Hazara, capo delle tribù hazara di Bakhorz e Torbat-e-Jama. Sulla sinistra erano schierati Kohandil Khan, con truppe di Herati e delle tribù taymani e darazi, e Mohammad Khan Qara'i-Torbati.
Nello schieramento persiano, Mirza ʿAbd al-Wahhab Khan "Mutamid al-Daula" e Fayz ʿAli Khan Qowanlu-ye Qajar formavano l'ala destra con la loro cavalleria Khwajawand e ʿAbd al-Maliki. Davanti all'ala destra  era posizionata la fanteria Astarabadi con un unico pezzo di artiglieria. Il fianco dell'ala destra comprendeva Husayn Qoli Khan Bayat Nishapuri con la fanteria del Khorasan.
La battaglia non fu decisiva: entrambi gli eserciti si ritirarono e le truppe hazara saccheggiarono i bagagli di entrambi gli schieramenti.